# Тіто Віланова
Франческ Віланова і Байо (ісп. Francesc Vilanova i Bayó, нар. 17 вересня 1968, Белькайра-д'Ампурда — пом. 25 квітня 2014), відоміший як Тіто Віланова (ісп. Tito Vilanova), — іспанський футбольний тренер, що протягом 2012—2013 років очолював тренерський штаб «Барселони». В минулому — футболіст, півзахисник, відомий виступами за низку іспанських клубів.

## Ігрова кар'єра
Народився 17 вересня 1968 року в місті Белькайра-д'Ампурда. Вихованець футбольної школи клубу «Барселона».
У дорослому футболі дебютував 1988 року виступами за команду «Барселона Б», в якій провів два сезони, взявши участь у 25 матчах чемпіонату.
До основної команди «Барси» пробитися не зміг і перейшов до іншої каталонської команди, «Фігерас», кольори якої захищав протягом 1991–1992 років.
Своєю грою за останню команду привернув увагу представників тренерського штабу клубу «Сельта Віго», до складу якого приєднався 1992 року. Відіграв за клуб з Віго наступні три сезони своєї ігрової кар'єри. Ці роки стали єдиними в ігровій кар'єрі Віланови, проведеними в елітному дивізіоні іспанського чемпіонату, Ла Лізі. В подальшому, як і до приходу до «Сельти», гравець виступав у другому за силою дивізіоні чемпіонату країни.
Згодом з 1995 по 2000 рік грав у складі команд клубів «Бадахос», «Мальорка», «Льєйда» та «Ельче», провівшу у кожній з них лише по одному сезону.
Завершив ігрову кар'єру у нижчоліговому клубі «Граменет», за команду якого виступав протягом 2000–2002 років.

## Кар'єра тренера
Невдовзі після завершення виступів на футбольному полі розпочав тренерську роботу, працював з командами «Палафрухелль» та «Фігерас», а у 2006–2007 роках посідав посаду технічного директора у клубі «Тарраса».
2007 року був призначений асистентом Пепа Гвардіоли, нового головного тренера команди «Барселона Б». Молодіжна команда «Барселони» під орудою Гвардіоли успішно вирішила завдання підвищення у класі до третьої за силою іспанської ліги, і вже наступного року, після відставки Франка Райкарда, молодого фахівця було призначено головним тренером головної команди «Барселони». Віланову було знову призначено асистеном Гвардіоли і на його новій позиції.
У ролі асистента головного тренера Віланова посприяв успіхам Гвардіоли на тренерському містку «Барселони» — протягом чотирьох сезонів команда здобула загалом 13 національних та міжнародних титулів.
Незадовго до кінця порівняно невдалого для «Барселони» сезону 2011/12, в якому команда програла боротьбу за національне чемпіонство та Кубок Іспанії, а також дійшла лише до півфінальної стадії Ліги чемпіонів, Гвардіола, незважаючи на підтримку керівництва і вболівальників клубу, вирішив не продовжувати свій тренерський контракт. Паралельно з офіційним оголошенням про залишення Гвардіолою «Барселони» 27 квітня 2012 року було повідомлено, що його наступником на позиції головного тренера каталонського клубу стане саме Віланова.
Під керівництвом Віланови «Барселона» здобула свій 22-й титул чемпіонів Іспанії в сезоні 2012-13, проте невдовзі після його завершення, 19 липня 2013 року, тренер був змушений подати у відставку через проблеми зі здоров'ям — онкологічну хворобу, що вимагала тривалого лікування.

## Досягнення
Тренер
- Чемпіон Іспанії (1):

«Барселона»:2012-13